# Bravona
Die Bravona (frz.: Rivière de Bravona) ist ein Küstenfluss in Frankreich, der im Département Haute-Corse auf der Insel Korsika verläuft. Sie entspringt im Regionalen Naturpark Korsika, an der Westflanke des Berggipfels Punta di Caldane (1724 m), im Gemeindegebiet von Bustanico, entwässert im Oberlauf nach Westen, dreht dann auf Südost und mündet nach insgesamt rund 37 Kilometern beim Ort Marine de Bravone im Gemeindegebiet von Linguizzetta in das Tyrrhenische Meer.

## Orte am Fluss
(Reihenfolge in Fließrichtung)
- Mazzola
- Pianello
- Marine de Bravone, Gemeinde Linguizzetta